# Autobús Ateo

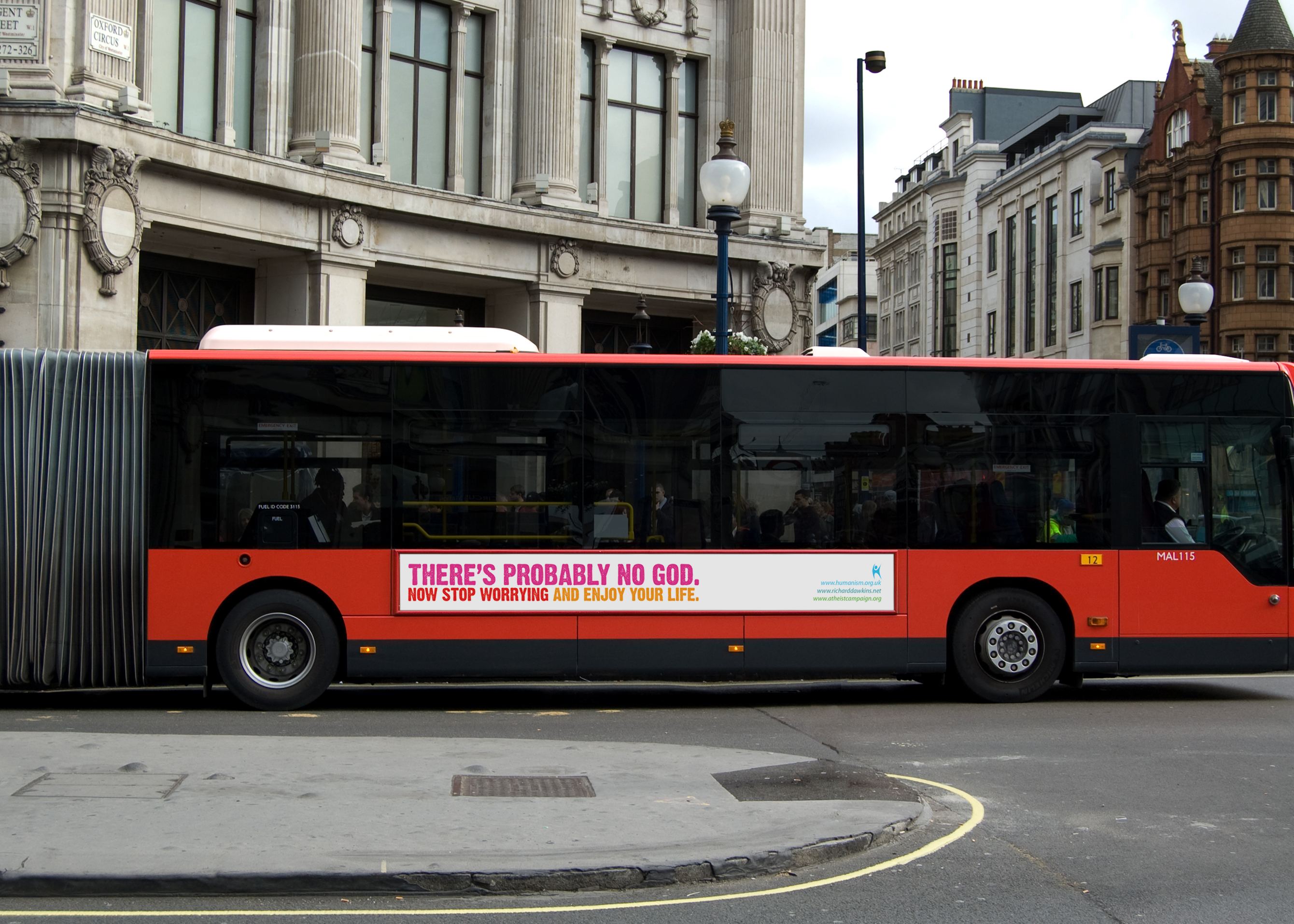
Imagen de un autobús londinense en enero de 2009, portando un anuncio con el lema de la campaña promovida en favor del ateísmo.

La Campaña Bus Ateo (en idioma inglés: Atheist Bus Campaign) es la denominación de una campaña promocional emprendida en apoyo del librepensamiento y del ateísmo, y caracterizada por la difusión del eslogan: Probablemente Dios no existe. Deja de preocuparte y disfruta de tu vida, ideado y anunciado en junio de 2008 por la periodista británica Ariane Sherine, y el empleo de los soportes publicitarios de los autobuses y otros medios de transporte público. La iniciativa, surgida para su empleo en la ciudad de Londres, ha alcanzado una mayor difusión gracias al impulso de diversas organizaciones, siendo extendida no solamente a otras ciudades del Reino Unido, sino también a nivel internacional, con la contratación desde noviembre de 2008 de soportes en Washington D. C., en los Estados Unidos, y desde enero de 2009, en las ciudades españolas de Barcelona, Madrid, Valencia y Málaga. La organización de campañas equivalentes han sido anunciadas en Italia y Australia.

## Contexto: el debate religioso en el espacio público
La crítica hacia la religión es antigua, y según varios analistas, se ha apoyado notabalemente en el progreso científico y técnico que ha acompañado el desarrollo del conocimiento humano principalmente desde el siglo XIX. A principios del siglo XXI, paralelamente al incremento de la demanda de una mayor notoriedad por parte de las diversas confesiones, en las sociedades de los países occidentales ha ido progresando el interés de una parte de la opinión pública por los temas relacionados con la crítica a la religión y el ateísmo, así como el posicionamiento por parte de asociaciones, organizaciones y partidos políticos en favor de la aconfesionalidad del Estado y del laicismo.
En Estados Unidos, donde durante los mandatos presidenciales de George W. Bush han tenido lugar controvertidos debates acerca de la enseñanza pública del diseño inteligente y empleada la devoción religiosa de los líderes en el terreno político, las publicaciones y opiniones de científicos e intelectuales como Richard Dawkins o Sam Harris han alcanzado elevado número de ventas y difundido su denuncia sobre el trato desfavorable hacia los no creyentes, pues según Dawkins "La situación de los ateos hoy en día en América es comparable a la de los homosexuales 50 años atrás". También en el Reino Unido, Francia, Italia o España, han alcanzado elevada difusión las obras de estos autores, así como también las de pensadores como Christopher Hitchens, Piergiorgio Odifreddi y Michel Onfray.
Por su parte, desde la Iglesia católica, el papa Benedicto XVI ha efectuado desde su elección en 2005, declaraciones en favor de una mayor intervención de la religión en la vida pública, y política, apoyando una visión revisada del laicismo, asunto que ha sido objeto de sus críticas directas, y la de influyentes líderes como el español Antonio María Rouco Varela. Líderes de las iglesias cristianas evangélicas han reclamado la consideración de verdad histórica o científica para los contenidos de los libros religiosos.

## Historia de la campaña
La campaña tuvo su origen en la publicación el 20 de junio de 2008 de un artículo de opinión en el periódico The Guardian de la periodista y escritora satírica británica Ariane Sherine, titulado Atheists – gimme five. Since when is it OK to spread the fear of God from the side of a bus? Let's get together and distribute reassurance («Ateos, choquen esas cinco. ¿Desde cuándo está bien difundir el temor a Dios desde el lateral de un autobús? Unámonos y difundamos seguridad»). Sherine expresaba su reacción tras observar en el soporte publicitario de varios autobuses públicos de Londres una frase extraída de un pasaje bíblico: 

"Cuando venga el Hijo del hombre, ¿encontrará fe sobre la tierra?"
(Lucas 18:8)

Sherine explica que al contactar a la asociación promotora de la campaña, encontró un nuevo mensaje que consideraba amenazantes hacia los no creyentes. Tras constatar que tal campaña contaba con el permiso de las autoridades, se informó de que el coste de contratación durante 2 semanas del espacio publicitario ascendía a 23.400 libras esterlinas, propouso una colecta para la difusión del mensaje "Probablemente no existe Dios. Deja de preocuparte y sigue adelante con tu vida.". Sherine explicaba la importancia del uso del adverbio "probablemente" para lograr la autorización.
Esta propuesta fue acogida favorablemente y estructurada hasta resultar en la creación de una página web presentada el 21 de octubre de 2008, al tiempo de un segundo artículo de Sherine en el que se realizaba un llamamiento formal a la colecta de 11.000 libras para contratar una campaña en los autobuses londinenses con el objetivo de:

(...)darle al ateísmo una presencia más visible en el Reino Unido, generar debate, alegrar el día de la gente en el camino al trabajo, y esperamos animar a más personas a declararse como ateos.
Ariane Sherine, All aboard the atheist bus campaign. It's real, it's happening: you can sponsor the first atheist advert on a bus – and Richard Dawkins will match your money

Bajo la administración de la  Asociación Humanista Británica y con el apoyo financiero de Richard Dawkins, la cantidad solicitada pudo ser recaudada en 10 horas, alcanzando las 100.000 libras una semana más tarde.
Inspirándose en el éxito británico, la American Humanist Association aceleró en el verano de 2008 los planes para una campaña equivalente en los Estados Unidos, que sería lanzada a mayor escala el 11 de noviembre de 2008 en el transporte público de Washington D. C.. La campaña no solamente cubrió varios cientos de autobuses, sino que también se extendió a los soportes publicitarios del servicio del Metro de Washington, que exhibieron un eslogan adaptado a los usos culturales americanos: "¿Por qué creer en un dios? Sólo sé bueno por el hecho de ser bueno.". La campaña generó polémica y reacciones adversas, siendo poco después contestada por diversas iniciativas de organizaciones religiosas, pero logrando la adhesión de numerosas personas a través de su página web whybelieveinagod.org («Por qué creer en un dios»).
En enero de 2008, los organizadores de la iniciativa de Ariane Sherine confirmaron la contratación de 200 autobuses en cuatro líneas de Londres y otros 600 en diversas ciudades británicas, anunciando la extensión de la campaña al popular tube y a otros soportes, como las pantallas gigantes frente a la estación Bond Street de Oxford Street, y alcanzó países como España, donde fue anunciada la contratación de la campaña en autobuses de Barcelona, Madrid y Valencia, y también en Italia y Australia

## Campaña en España
Retomando la propuesta original de Sherine, varias asociaciones y organizaciones españolas emprendieron gestiones para la contratación a título privado de espacios publicitarios en los autobuses de varias grandes ciudades eligiendo como eslogan la traducción directa al español del mensaje propuesto por la periodista británica: Probablemente dios no existe, así que deja de preocuparte y disfruta de la vida. 
Mientras tanto, en noviembre de 2008, un pastor de la iglesia evangélica de Fuenlabrada, en el sur de la Comunidad de Madrid, anticipándose a la campaña del "bus ateo", impulsó por su parte una campaña con el eslogan Dios sí existe. Disfruta de la vida en Cristo, que fue iniciada el 25 de diciembre de 2008.
El eslogan sin embargo circuló impreso en los autobuses con una incorrección ortográfica, al suprimirse la tilde sobre el adverbio convirtiéndolo en una frase en tiempo condicional, lo que redundó en las críticas.
También con antelación al comienzo de la campaña del bus ateo, el 2 de enero de 2009 el arzobispado de Barcelona emitió una breve nota referida al texto del eslogan:

Ante el anuncio que algunos autobuses de Transportes Metropolitanos de Barcelona, circularan con la inscripción publicitaria: “Probablemente Dios no existe. Deja de preocuparte y goza de la vida”, este Arzobispado manifiesta que para los creyentes en Dios, la fe en la existencia de Dios no es motivo de preocupación, ni es tampoco un obstáculo para gozar honestamente de la vida, sino que es un sólido fundamento para vivir la vida con una actitud de solidaridad, de paz y un sentido de trascendencia.

El 12 de enero de 2009, la ciudad de Barcelona fue la primera en ver circular el denominado  "Bus Ateo" en dos de las líneas de la empresa de Transportes Metropolitanos de Barcelona. Para finales del mes de enero, fue anunciada la contratación de dos líneas de autobuses en Madrid, para extender después la campaña a otras ciudades. El autobús visitó Valencia durante Las Fallas.
La Conferencia Episcopal Española, en una nota del 23 de enero de 2009, hizo referencia a la libertad de expresión pero califica su mensaje de "blasfemia":

La libertad de expresión es un derecho fundamental. Todos pueden ejercerlo por medios lícitos. Pero los espacios públicos que deben ser utilizados de modo obligado por los ciudadanos no deben ser empleados para publicitar mensajes que ofenden las convicciones religiosas de muchos de ellos. Si se hace así, se lesiona el derecho al ejercicio libre de la religión, que debe ser posible sin que nadie se vea necesariamente menospreciado o atacado.(...)Insinuar que Dios probablemente sea una invención de los creyentes y afirmar además que no les deja vivir en paz ni disfrutar de la vida, es objetivamente una blasfemia y una ofensa a los que creen.(...)Las autoridades competentes deberían tutelar el ejercicio pleno del derecho de libertad religiosa.

## Campaña en Italia

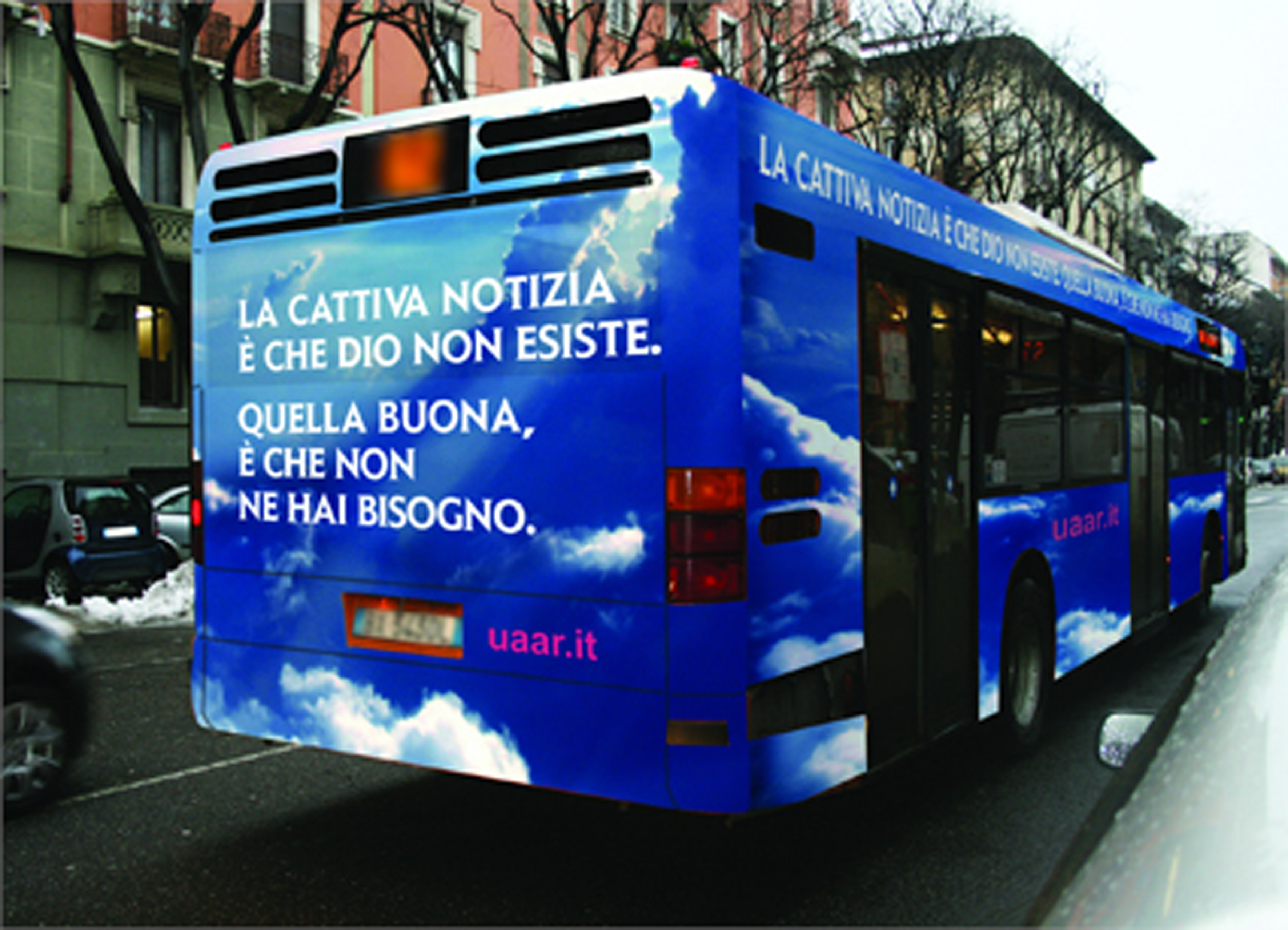
Bus ateo en las calles de Génova, Italia. El lema presentado, diferente del original británico, tuvo que ser modificado.

La Unión Italiana de Ateos Racionalistas y Agnósticos (UAAR) fue la encargada del lanzamiento de la campaña en Italia, que comenzó con polémica en la ciudad de Génova, el 4 de febrero de 2009, fecha aprovechada para coincidir con el nombramiento del arzobispo Angelo Bagnasco, como presidente de la  Conferencia Episcopal Italiana (CEI). A imagen de la campaña estadounidense, en Italia se propuso una versión del lema diferenciada de la original británica: "La mala noticia es que Dios no existe. La buena noticia es que no lo necesitas". pero resultó vetada por la compañía encargada de la gestión de los soportes publicitarios en los transportes públicos, IGPDecaux, que calificó el lema de "ofensivo a la moral, y las convicciones cívicas y religiosas del público". Antonio Catricalà, director de la asociación italiana del comercio y publicidad, también se puso en contra del lema La UAAR decidió modificar el mensaje para adecuarlo a la reglamentación sobre publicidad, resultando formulado como: "La buena noticia es que hay millones de ateos en Italia. La buenísima es que creen en la libertad de expresión".